# Schnábel Zita
Schnábel Zita (? január 23. –) magyar díszlettervező.

## Életpályája
Az Alternatív Közgazdasági Gimnáziumban érettségizett. A Moholy-Nagy Művészeti Egyetem media design szakán diplomázott. Szabadúszó díszlettervezőként dolgozik magyar és külföldi színházakban.

## Munkássága
| Bemutató éve | Színház, intézmény    | Szerzők                      | Mű                            | Rendező           |
| ------------ | --------------------- | ---------------------------- | ----------------------------- | ----------------- |
| 2023         | Radnóti Színház       | Bartis Attila - Mikó Csaba   | A vége                        | Nagy Péter István |
| 2023         | Örkény Színház        | William Shakespeare          | Lidércek, Shaxpeare, Delírium | Bodó Viktor       |
| 2022         | Örkény Színház        |                              | A nemzet özvegye              | Kelemen Kristóf   |
| 2022         | Vígszínház            | Franz Kafka                  | A kastély                     | Bodó Viktor       |
| 2022         | Weöres Sándor Színház | Voltaire                     | Candide                       | Nagy Péter István |
| 2021         | Örkény Színház        |                              | 33 álom                       | Bodó Viktor       |
| 2021         | Örkény Színház        | Esterházy Péter              | 33 változat Haydn-koponyára   | Kovács D. Dániel  |
| 2021         | Radnóti Színház       | Roberto Bolaño               | Vad nyomozók                  | Kelemen Kristóf   |
| 2019         | Narratíva Társulat    | Bertolt Brecht - Paul Dessau | Kurázsi és gyerekei           | Kovács D. Dániel  |
| 2019         | Örkény Színház        |                              | Kertész utcai Shaxpeare mosó  | Bodó Viktor       |
| 2018         | Jókai Színház         | Szabó Attila                 | Mátyás király krónikái        | Szabó Attila      |
| 2018         | Átrium                | Bodó Viktor - Mózsik Imre    | A krakken művelet             | Bodó Viktor       |
| 2018         | FÜGE Produkció        | Ödön von Horváth             | Don Juan visszatér            | Kovács Ádám       |

## Díjai
- Színikritikusok-díja (2023) - legjobb tervezés (Vígszínház: A Kastély)[8]